# Jagdstaffel 60
La Jagdstaffel 60 (in tedesco: Königlich Preußische Jagdstaffel Nr 60, abbreviato in Jasta 60) era una squadriglia (staffel) da caccia della componente aerea del Deutsches Heer, l'esercito dell'Impero tedesco, durante la prima guerra mondiale (1914-1918).

## Storia
La Jagdstaffel 60 venne formata l'11 gennaio 1918 presso la scuola di addestramento piloti e osservatori di Jüterbog. La nuova squadriglia entrò in azione il 24 gennaio. L'8 marzo 1918 ottenne la sua prima vittoria aerea e il 29 luglio 1918 venne incorporata nel Jagdgruppe 4 a supporto della 7ª Armata.
Il Leutnant Arno Benzler fu l'ultimo Staffelführer (comandante) della Jagdstaffel 60 dall'ottobre 1918 fino alla fine della guerra.
Alla fine della prima guerra mondiale alla Jagdstaffel 60 vennero accreditate 52 vittorie aeree, di cui 7 per l'abbattimento di palloni da osservazione. Di contro, la Jasta 60 perse 6 piloti, 3 furono feriti in azione, 1 ferito in incidente aereo oltre a 2 piloti presi come prigionieri di guerra.

## Lista dei comandanti della Jagdstaffel 60
Di seguito vengono riportati i nomi dei piloti che si succedettero al comando della Jagdstaffel 60.
| Grado    | Nome                | Periodo                           |
| -------- | ------------------- | --------------------------------- |
|          | von Rudno-Rudzinski | 11 gennaio 1918 – maggio 1918     |
| Leutnant | Arno Benzler        | 26 maggio 1918 - settembre 1918   |
| Leutnant | Fritz Höhn          | settembre 1918                    |
| Leutnant | Arno Benzler        | settembre 1918 - 11 novembre 1918 |